# Asterix op Corsica
Asterix op Corsica is een Asterixstrip uit 1973. Het was een van de bestverkochte delen uit de reeks, maar vooral in de francofone wereld. Daarbuiten was het net een van de minder succesvolle delen.

## Verhaal
Voor de herdenking van Gergovia nodigen de Galliërs oude vrienden uit om samen deze gebeurtenis te herdenken. De mannen overvallen samen een Romeins kamp en bevrijden per toeval de Corsicaanse gevangene Ozewiezewozewiezewallakristallix. Deze neemt deel aan de maaltijd en nodigt na afloop Asterix en Obelix uit om een kijkje op Corsica te nemen.
Op Corsica beheersen de Romeinen slechts de kusten, terwijl het dichtbegroeide binnenland door de Corsicanen wordt beheerst. Ieder jaar wordt een andere gouverneur aangesteld die het eiland leegrooft, maar ieder jaar vallen de Corsicanen aan en nemen hun eigendommen terug. De huidige gouverneur, Sessinquartus, is echter de ergste en was degene die Ozewiezewozewiezewallakristallix gevangen had weten te nemen en naar Gallia had gestuurd.
In Massilia regelt Ozewiezewozewiezewallakristallix een overtocht, maar het blijkt dat het schip aan de piraten toebehoort. De piraten willen de reizigers beroven. maar als ze ontdekken dat het de Galliërs zijn vluchten ze doodsbang in een sloep. De volgende dag ontdekken de Galliërs dat het schip leeg is en Ozewiezewozewiezewallakristallix laat hen Corsicaanse kaas proeven. Asterix en Obelix worden door de sterke geur onwel, maar Ozewiezewozewiezewallakristallix ruikt zelfs door de geur van de kaas Corsica en springt overboord. De Galliërs volgen hem en zwemmen naar Corsica. De piraten klimmen weer aan boord maar blazen het schip op doordat ze met een toorts het ruim ingaan en daarmee de kaasdampen doen exploderen.
Op Corsica blijkt een vete aan de gang te zijn tussen Ozewiezewozewiezewallakristallix' stam en de Bagatellixen. De oorspronkelijke aanleiding weet niemand meer, maar Ozewiezewozewiezewallakristallix verwijt Bagatellix dat hij vanwege deze vete hem aan de Romeinen heeft verraden. Deze vete verziekt de sfeer zodanig dat Sessinquartus bijna weet te ontsnappen met de buit. Asterix en Obelix geven het goede voorbeeld door de Romeinen aan te vallen, waardoor de Corsicanen zich realiseren hoe dwaas ze zijn en ook aanvallen.
Ozewiezewozewiezewallakristallix en Bagatellix zetten na afloop de vete voort en trekken hun vendettamessen, maar na een vermanende toespraak van Asterix sluiten ze vrede. Tijdens de voorbereidingen van het feestmaal begint een aantal stamhoofden echter opnieuw te ruziën, en er wordt gehint dat hieruit een vete zal ontstaan die nog 2000 jaar zal duren.

## Personages
- Ozewiezewozewiezewallakristallix, Corsicaans stamhoofd. Zijn naam is afgeleid van het kinderliedje ozewiezewoze.
- Bagatellix, Corsicaans stamhoofd. Zijn naam is afgeleid van het woord "bagatel", kleinigheid. Hij heeft in het verhaal een vendetta jegens Ozewiezewozewiezewallakristallix.
- Barbituratix, Corsicaans stamhoofd, trouw aan Ozewiezewozewiezewallakristallix, "legendarisch voor zijn slaap". Zijn naam is afgeleid van barbituraat, een verzamelnaam voor slaapmiddelen.
- Carferrix, Corsicaans krijger, trouw aan Ozewiezewozewiezewallakristallix. Naar de car ferry, waarmee men van het vasteland naar Corsica en terug kon varen, inclusief auto.
- Appatix, Corsicaans stamhoofd, trouw aan Ozewiezewozewiezewallakristallix. Naar 'apathisch'.
- Caféolix (of Pintix zoals hij in eerdere uitgaven wordt genoemd), Corsicaans herbergier in Massilia, die Ozewiezewozewiezawallkristallix een overvaart bezorgt naar Corsica (nota bene met de piraten). Zijn naam verwijst naar 'café au lait', koffie met melk; toepasselijk gelet op het beroep van de man.
- Chipolata, de zuster van Carferrix. Een verwijzing naar de dunne braadworst, meestal in een cirkel opgerold en met stokjes bijeen gehouden. Obelix wordt gemaand niet te vriendelijk tegen haar te zijn; dit is immers een belediging voor een Corsicaan.
- Désiderata, de vrouw van Mineralogix, en de zuster van Tropolix. Naar desiderata, Latijn voor "verlangde zaken".
- Errata, de vrouw van Sinfonix. Wordt net als Désiderata aangehaald in het gesprek van de drie ouderen die het gevecht tussen Romeinen en Corsicanen volgen. Haar naam betekent 'vergissing' (erratum).
- Herettix, Corsicaans stamhoofd. Naar 'heretiek' of 'ketter'.
- Mineralogix, Corsicaans stamhoofd. Naar mineralogie.
- Paléontologix, een van de vier oudere Corsicanen. Naar paleontologie.
- Salamix, een Corsicaan in Romeinse dienst, nadat een klap hem verward liet. Een tweede klap brengt hem weer bij zijn zinnen en hij strijdt uiteindelijk tegen de Romeinen. Zijn naam verwijst naar salami, een typisch Zuid-Europese worst.
- Parlomba, de vrouw van Caféolix die in zijn ogen 'nog te veel praat' (maar niet meer zegt dan 'goed'). Haar naam is een woordspeling van 'parlons bas' oftewel 'stil spreken'.
- Patologix, de druïde van het dorp van Ozewiezewozewiezewallakristallix, die Asterix en Obelix tegenkomen. Hij plukt maretak zoals kastanjes: zodra ze vallen. Naar pathologie.
- Tropolix, de broer van Desiderata en een vazal van Ozewiezewozewiezewallakristallix. Zijn naam betekent zoveel als 'te beleefd', waar de man niet echt in uitblinkt.
- Rammolix, een van de vier oudere Corsicanen.
- Sinfonix, Corsicaans stamhoofd dat Asterix tegenkomt in Corsica. Naar symfonie.
- Talassoterapix, Corsicaans stamhoofd dat Asterix tegenkomt in Corsica. Naar thalassotherapie (zeewatertherapie).
- Violoncellix, Corsicaans stamhoofd die Asterix tegenkomt in Corsica. Naar cello.
- Gazpachoandalus, centurio van Babaorum (later Grootmoccum), die met de bewaking van Ozewiezewozewiezewallakristallix belast wordt en daardoor geen manoeuvres kan gaan doen wanneer de Galliërs, om de slag bij Gergovia te herdenken, zijn garnizoen aanvallen. Zijn naam is een samentrekking van gazpacho, een koude tomatensoep en Andalusië, waar gazpacho een gekend streekgerecht is.
- Cateromanus, de centurio die Ozewiezewozewiezwallakristallix naar Babaorum brengt en, na Gazpachoandalus te hebben gehoord hoe erg het met de Galliërs soms is, prompt mee doet met de maneuvers, vermits zijn detachement enkel belast was met het transporteren van de Corsicaan naar het kamp, het gelegerde garnizoen nopend te moeten blijven. Naar "Quatre-Mains", een speelstijl, voornamelijk voor piano, met 2 spelers oftewel 4 handen.
- Trompettus, de hoornblazer van het Romeins hoofdkwartier op Corsica, die gedwongen wordt door Sessinquartus de soep te blazen om 'vrijwilligers' voor een patrouille te verwerven onder de aanstormende troepen. Naar trompet.
- Janjurcus, de enige vrijwillige legionair op Corsica. De naam is een scheldnaam, 'janjurk', wat meestal aan de deftig geklede of intellectuele hogere klasse.
- Sessinquartus, Romeins gouverneur. Zijn figuur is gebaseerd op Louis de Funès.[bron?] Zijn naam in het Nederlandse album verwijst naar Rijkscommissaris van bezet Nederland tijdens WO II Seyss-Inquart.

## Achtergronden bij het verhaal
- De Corsicanen worden in dit verhaal voorgesteld als lui, snel gekwetst, gek op kastanjes, vindend dat hun vrouwen te veel kletsen, en zeer gehecht aan hun siësta. Wanneer Obelix gelijkaardige trekjes vertoont ten aanzien van Ozewiezewozewiezewallakristallix verwerft hij prompt de vriendschap en respect van de Corsicaan.
- Er wordt gerefereerd aan de vete en vendetta.
- Ook de beruchte geur van Corsicaanse kaas vormt de basis voor enkele grappen.
- Een salami-achtige worst van ezelsvlees wordt ook erbij gehaald, die, net als de kaas, een typisch streekgerecht is.
- Ozewiezewozewiezewallakristallix verklaart aan het eind tegen Sessinquartus dat de Corsicanen alleen een keizer zullen erkennen als het een Corsicaan is. Dit is een verwijzing naar Napoleon, die van Corsicaanse afkomst was, ook al merkbaar omdat hij zijn handen in de karakteristieke Napoleon-pose vouwt.
- Assurancetourix de bard merkt op over Ozewiezewozewiezewallakristallix dat diens naam hem inspireert tot een lied. Dit is een verwijzing naar het kinderlied Ozewiezewoze, dat echter niets met Corsica te maken heeft. In de oorspronkelijke Franstalige versie heet de man Ocatarinetabellatchitchix, naar het lied Tchi Tchi ("Ô Catarinetta bella! Tchi-tchi!") van de Corsicaanse zanger Tino Rossi. Asterix heeft enige moeite met die lange naam en spreekt hem aan met Omarinella..., wat de titel is van een film van Rossi.
- Het is het twintigste verhaal van Asterix. Het eiland Corsica (dat in 1973 nog een enkel departement was) had officieel nummer 20 als identificatienummer. Het is niet bekend of dit toeval of opzet is.
- De centurio van Babaorum, Cateromanus, is een karikatuur van Pierre Tchernia, producer van tekenfilms (waaronder Asterix en Lucky Luke) en een vriend van Uderzo en Goscinny, die bij wijze van eerbetoon in meerdere albums een cameo heeft.
- Het album begint met een alternatieve introductie. In plaats van de gebruikelijke kaart van Gallië wordt een kaart van Corsica getoond, met een hele keten van bijna veertig fictieve Romeinse kampen langs de kust, met namen als Sivispacemparabellum, Linoleum, Chouingum, Sodium, Vanitasvanitum, Podium, Shalum. (In het album wordt uitgelegd dat de Romeinen problemen krijgen zodra ze landinwaarts trekken.) Op de pagina waar de hoofdpersonen gewoonlijk worden voorgesteld staat een voorwoord van Goscinny en Uderzo, waarin zij de pracht van het eiland beschrijven. Als motivatie voor het voorwoord wordt op komische wijze de lichtgeraaktheid van de eilandbewoners gegeven.
- In navolging met de traditie is ook Corsica omringd door Romeinse kampen, net als het Gallische dorp, maar zijn er geen vestingen in het binnenland: dit uit angst dat ze systematisch vernietigd zouden worden.

## Jubileum van de Slag bij Gergovia
Omwille van het twintigste verhaal laten Uderzo en Goscinny enkele personages uit vorige verhalen aantreden, bij wijze van jubileum, aan het begin van het verhaal. Als reden wordt de herdenking van de slag bij Gergovia vermeld, wat zoveel betekent als dat ze deelnemen aan een groots banket en een robbertje vechten met de Romeinen. Onder hen bevinden zich, al dan niet met hun echtgenotes (met hun namen uit de meest recente Nederlandse vertalingen):
- Biotix, de Helvetiër en zijn vrouw (Asterix en de Helvetiërs);
- Paella y Peseta, Iberisch stamhoofd met zijn vrouw en zoontje Pépé (Asterix in Hispania);
- Zwezerix, de Gallische restauranthouder in Rome en fan van Kakofonix (Asterix als gladiator);
- Notax, Debikbos, O'slempix, Mac Ademix, Relax en hun vrouwen (Asterix bij de Britten);
- Unrix uit Lugdunum, Caesar Alcolix uit Massilia, Ammenooitnix uit Gesocribate en hun vrouwen (De ronde van Gallia);
- Droesemix en zijn vrouw uit Gergovia (Het ijzeren schild).

Terwijl de mannen sterke verhalen delen, wisselen de vrouwen bij het nuttigen van een drankje tips uit over kleren, wassen en keukengeheimen.